# Miss Univers 2017
Miss Univers 2017 est la 66e élection de Miss Univers, qui s'est déroulée le 26 novembre 2017 au Planet Hollywood Resort and Casino de Las Vegas, aux États-Unis.
Le nombre de candidates s'élève pour la première fois à 92, surpassant ainsi le record précédent de 89 candidates, en 2011 et 2012.
L'élection a été présentée pour la 3e année consécutive par Steve Harvey et a été commentée par Ashley Graham.
La gagnante est la Sud-Africaine Demi-Leigh Nel-Peters, Miss Afrique du Sud 2017, succédant à la Française Iris Mittenaere, Miss Univers 2016, et devenant ainsi la seconde Sud-Africaine de l'histoire à remporter le titre, 39 ans après Margaret Gardiner en 1978. C'est la première victoire africaine depuis 2011.

## Résultats
| Résultat final    | Candidate |
| ----------------- | --- |
| Miss Univers 2017 | - Afrique du Sud – Demi-Leigh Nel-Peters |
| 1re dauphine      | - Colombie – Laura González Ospina |
| 2e dauphine       | - Jamaïque – Davina Bennett |
| Top 5             | - Thaïlande – Maria Poonlertlarp Ehren - Venezuela – Keysi Sayago |
| Top 10            | - Philippines – Rachel Peters - Brésil – Monalysa Alcântara - États-Unis – Kára McCullough - Canada – Lauren Howe - Espagne – Sofía del Prado                                  |
| Top 16            | - Sri Lanka – Christina Peiris - Ghana – Ruth Quashie - Chine – Qiang "Roxette" Qiu - Croatie – Shannaelle Petty - Royaume-Uni – Anna Burdzy - Irlande – Cailín Aíne Ní Toíbin |

## Ordre d'annonce des finalistes
| Top 16 Afrique et Asie-Pacifique 1. Thaïlande 2. Sri Lanka 3. Ghana 4. Afrique du Sud L'Europe 1. Espagne 2. Irlande 3. Croatie 4. Royaume-Uni Les Amériques 1. Colombie 2. États-Unis 3. Brésil 4. Canada Wild Card 1. Philippines 2. Venezuela 3. Jamaïque 4. Chine | Top 10 1. Venezuela 2. États-Unis 3. Philippines 4. Canada 5. Afrique du Sud 6. Espagne 7. Brésil 8. Colombie 9. Thaïlande 10. Jamaïque | Top 5 1. Afrique du Sud 2. Venezuela 3. Thaïlande 4. Jamaïque 5. Colombie | Top 3 1. Jamaïque 2. Colombie 3. Afrique du Sud |

## Déroulement de l'élection
L'élection a été présentée par Steve Harvey, Ashley Graham, Lu Sierra et Carson Kressley, présents dans les coulisses. Au début de l'élection, les candidates défilent par continent :
- En 1er, le groupe des Amériques
- En 2e le groupe de l'Europe

- Et en troisième, le groupe Afrique et Asie Pacifique.

Steve Harvey annonce le top 4 par continent :
- Afrique et Asie Paficique :  Thaïlande,  Sri Lanka,  Ghana et  Afrique du Sud .

Il annonce le groupe du continent européen :
- Europe :  Espagne,  Irlande,  Croatie et  Royaume-Uni .

Par la suite le groupe des Amériques (Nord et Sud) :
- Amériques :  Colombie,  États-Unis,  Brésil et  Canada .

- Amérique du Sud :  Colombie et  Brésil.
- Amérique du Nord :  États-Unis et  Canada.

Pour finir, les Wild Cards (les candidates "repêchées" soit par les Fan Vote soit par l'interview des juges avant l'élection :
- Wild Cards :  Philippines,  Venezuela,  Jamaïque et  Chine.

Cela a provoqué la colère des internautes sur la sélection du top 16, dont certaines favorites ne font pas partie :
- Mexique, Denisse Franco.
- France, Alicia Aylies.
- Pérou, Prissila Howard.
- Russie, Kseniya Alexandrova
- Islande, Arna Ýr Jónsdóttir.
- Indonésie, Bunga Jelitha Ibrani.
- Allemagne, Sophia Koch.
- Corée du Sud, Cho SeWhee.
- Japon, Momoko Abe.

En tout, il y a 4 candidates du continent européen, 4 candidates de l'Asie, 2 candidates de l'Afrique et 6 candidates des Amériques (2 du Nord, 1 Centrale et 3 du Sud)
Le jury de l'élection de Miss Univers était composé de :
| Nom               | Pays              | Profession                             |
| ----------------- | ----------------- | -------------------------------------- |
| Pia Wurtzbach     | Philippines       | Miss Univers 2015                      |
| Lele Pons         | Venezuela         | Youtubeuse et Vine                     |
| Jay Manuel        | Canada            | Maquilleur, animateur TV               |
| Wendy Fitzwilliam | Trinité-et-Tobago | Miss Univers 1998                      |
| Ross Matthews     | États-Unis        | Célébrité TV                           |
| Megan Olivi       | États-Unis        | Animatrice FOX Sports 1 et journaliste |

## Les prix de la Miss Universe Organization ont été attribués par la suite
| Prix                      | Nom de la gagnante | Pays   |
| ------------------------- | ------------------ | ------ |
| Miss Sympathie            | Farah Sedky        | Égypte |
| Miss Sympathie            | Laura de Sanctis   | Panama |
| Meilleur Costume National | Momoko Abe         | Japon  |

## Candidates

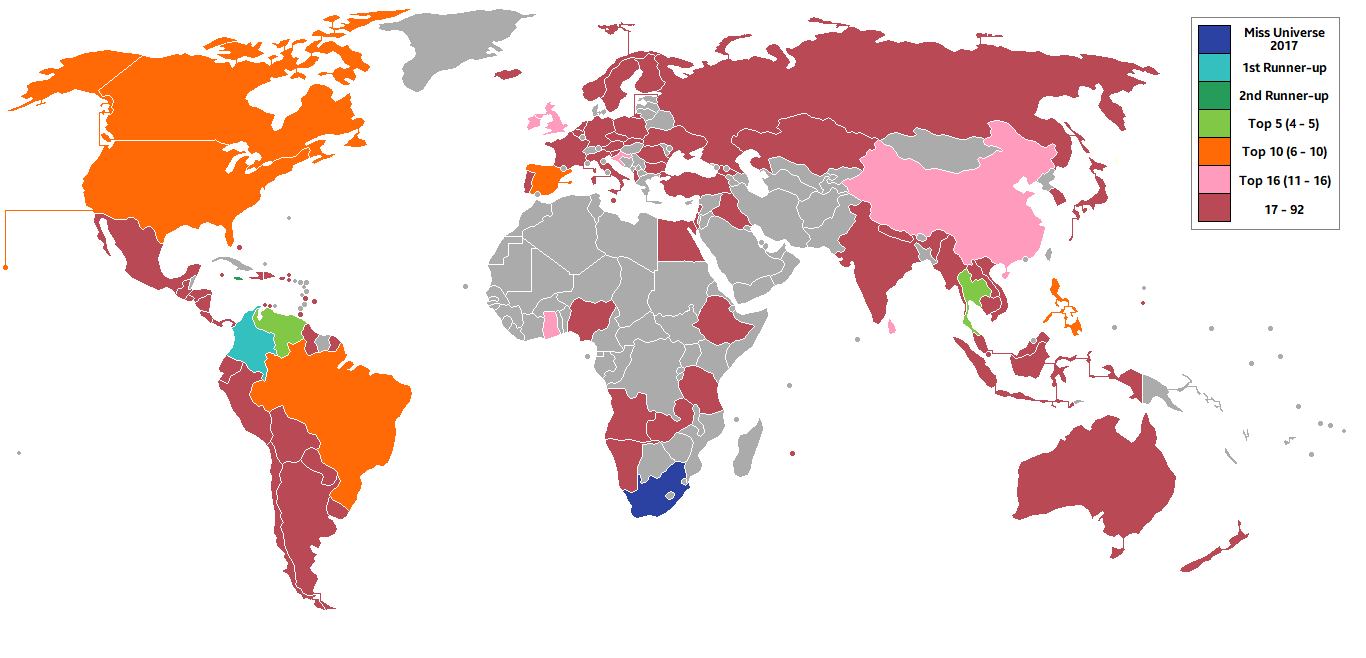
Carte des pays sélectionnés ou non

92 candidates ont été confirmées.
| Pays/Territoire représenté  | Candidates               | Âge    | Taille | Domicile        |
| --------------------------- | ------------------------ | ------ | ------ | --------------- |
| Afrique du Sud              | Demi-Leigh Nel-Peters    | 22 ans | 1,66 m | Sedgefield      |
| Albanie                     | Blerta Leka              | 19 ans | 1,78 m | Tirana          |
| Allemagne                   | Sophia Koch              | 20 ans | 1,70 m | Halle-sur-Saale |
| Angola                      | Lauriela Martins         | 19 ans | 1,80 m | Cabinda         |
| Argentine                   | Stefanía Incandela       | 23 ans | 1,75 m | Buenos Aires    |
| Aruba                       | Alina Mansur             | 26 ans | 1,78 m | Oranjestad      |
| Australie                   | Olivia Rogers            | 25 ans | 1,75 m | Adelaide        |
| Autriche                    | Celine Schrenk           | 19 ans | 1,75 m | Gänserndorf     |
| Bahamas                     | Yasmine Cooke            | 23 ans | 1,78 m | Nassau          |
| Barbade                     | Lesley Chapman-Andrews   | 25 ans | 1,72 m | Bridgetown      |
| Belgique                    | Liesbeth Claus           | 19 ans | 1,70 m | Assenede        |
| Birmanie                    | Zun Than Sin             | 20 ans | 1,75 m | Rangoun         |
| Bolivie                     | Gleisy Noguer            | 20 ans | 1,73 m | Cobija          |
| Brésil                      | Monalysa Alcântara       | 18 ans | 1,77 m | Teresina        |
| Bulgarie                    | Nikoleta Todorova        | 19 ans | 1,73 m | Vratsa          |
| Cambodge                    | Sotheary Bee             | 20 ans | 1,73 m | Phnom Penh      |
| Canada                      | Lauren Howe              | 23 ans | 1,75 m | Toronto         |
| Chili                       | Natividad Leiva          | 24 ans | 1,80 m | Santiago        |
| Chine                       | Qiang Qiu                | 27 ans | 1,81 m | Chengdu         |
| Colombie                    | Laura González Ospina    | 22 ans | 1,78 m | Carthagène      |
| Corée                       | Se Hui Cho               | 25 ans | 1,71 m | Gyeonggi        |
| Costa Rica                  | Elena Correa             | 26 ans | 1,76 m | Heredia         |
| Croatie                     | Shannaelle Petty         | 19 ans | 1,85 m | Slavonski Brod  |
| Curaçao                     | Nashaira Balentien       | 20 ans | 1,78 m | Willemstad      |
| Égypte                      | Farah Sedky              | 20 ans | 1,83 m | Alexandrie      |
| Équateur                    | Daniela Cepeda           | 21 ans | 1,73 m | Guayaquil       |
| Espagne                     | Sofía del Prado          | 22 ans | 1,82 m | Villarrobledo   |
| États-Unis                  | Kára McCullough          | 26 ans | 1,78 m | Washington D.C. |
| Éthiopie                    | Akinahom Zergaw          | 21 ans | 1,75 m | Addis-Abeba     |
| Finlande                    | Michaela Söderholm       | 25 ans | 1,75 m | Helsinki        |
| France                      | Alicia Aylies            | 19 ans | 1,77 m | Matoury         |
| Géorgie                     | Marita Gogodze           | 21 ans | 1,78 m | Roustavi        |
| Ghana                       | Ruth Quashie             | 23 ans | 1,75 m | Cape Coast      |
| Guam                        | Myana Welch              | 28 ans | 1,75 m | Hagatna         |
| Guatemala                   | Isel Suñiga              | 22 ans | 1,70 m | San Marcos      |
| Guyana                      | Rafieya Husain           | 25 ans | 1,70 m | Anna Regina     |
| Haïti                       | Cassandra Chéry          | 21 ans | 1,78 m | Port-au-Prince  |
| Honduras                    | April Tobie              | 19 ans | 1,80 m | Roatán          |
| Îles Caïmans                | Anika Connolly           | 27 ans | 1,73 m | West Bay        |
| Îles Vierges des États-Unis | Esonica Veira            | 27 ans | 1,73 m | Saint Thomas    |
| Îles Vierges britanniques   | Khephra Sylvester        | 24 ans | 1,73 m | Tortola         |
| Inde                        | Shraddha Shashidhar      | 23 ans | 1,73 m | Chennai         |
| Indonésie                   | Bunga Jelitha Ibrani     | 26 ans | 1,80 m | Jakarta         |
| Irak                        | Sarah Idan               | 27 ans | 1,70 m | Bagdad          |
| Irlande                     | Cailín Aíne Ní Toíbin    | 23 ans | 1,75 m | Cork            |
| Islande                     | Arna Ýr Jónsdóttir       | 22 ans | 1,73 m | Kopavogur       |
| Israël                      | Adar Gandelsman          | 19 ans | 1,75 m | Ashkelon        |
| Italie                      | Miriam Polverino         | 25 ans | 1,75 m | Naples          |
| Jamaïque                    | Davina Bennett           | 21 ans | 1,78 m | Clarendon       |
| Japon                       | Momoko Abe               | 22 ans | 1,75 m | Chiba           |
| Kazakhstan                  | Kamilla Assylova         | 18 ans | 1,78 m | Almaty          |
| Liban                       | Jana Sader               | 20 ans | 1,75 m | Sidon           |
| Laos                        | Souphaphone Somvichith   | 20 ans | 1,78 m | Paksé           |
| Malaisie                    | Samantha Katie James     | 22 ans | 1,70 m | Kelang          |
| Malte                       | Tiffany Pisani           | 25 ans | 1,80 m | Ħ'Attard        |
| Maurice                     | Angie Callychurn         | 27 ans | 1,82 m | Curepipe        |
| Mexique                     | Denisse Franco           | 19 ans | 1,76 m | Culiacán        |
| Namibie                     | Suné January             | 23 ans | 1,80 m | Rehoboth        |
| Népal                       | Nagma Shrestha           | 25 ans | 1,83 m | Katmandou       |
| Nicaragua                   | Berenice Quezada         | 23 ans | 1,76 m | El Rama         |
| Nigeria                     | Stephanie Agbasi         | 24 ans | 1,70 m | Lagos           |
| Norvège                     | Kaja Caroline Kojan      | 19 ans | 1,68 m | Lørenskog       |
| Nouvelle-Zélande            | Harlem-Cruz Ihaia        | 19 ans | 1,75 m | Napier          |
| Panama                      | Laura de Sanctis         | 20 ans | 1,84 m | Panama          |
| Paraguay                    | Ariela Machado           | 26 ans | 1,80 m | Asuncion        |
| Pays-Bas                    | Nicky Opheij             | 22 ans | 1,81 m | Veghel          |
| Pérou                       | Priscila Howard          | 25 ans | 1,73 m | Piura           |
| Philippines                 | Rachel Peters            | 25 ans | 1,75 m | Canaman         |
| Pologne                     | Katarzyna Włodarek       | 26 ans | 1,73 m | Wieluń          |
| Porto Rico                  | Danyeshka Hernández      | 19 ans | 1,75 m | San Juan        |
| Portugal                    | Matilde Lima             | 19 ans | 1,78 m | Setubal         |
| République dominicaine      | Carmen Múñoz             | 25 ans | 1,78 m | Santiago        |
| République tchèque          | Michaela Habáňová        | 21 ans | 1,75 m | Zlín            |
| Roumanie                    | Ioana Mihalache          | 27 ans | 1,80 m | Constanța       |
| Royaume-Uni                 | Anna Burdzy              | 25 ans | 1,78 m | Leicester       |
| Russie                      | Xeniya Alexandrova       | 21 ans | 1,80 m | Moscou          |
| Sainte-Lucie                | Louise Victor            | 26 ans | 1,73 m | Micoud          |
| Salvador                    | Alisson Abarca           | 21 ans | 1,65 m | San Salvador    |
| Singapour                   | Manuela Bruntraeger      | 24 ans | 1,70 m | Singapour       |
| Slovaquie                   | Vanessa Bottánová        | 19 ans | 1,75 m | Pezinok         |
| Slovénie                    | Emina Ekić               | 22 ans | 1,78 m | Ptuj            |
| Sri Lanka                   | Christina Peiris         | 22 ans | 1,73 m | Colombo         |
| Suède                       | Frida Fornander          | 21 ans | 1,78 m | Göteborg        |
| Tanzanie                    | Lilian Erica Maraule     | 23 ans | 1,78 m | Dar es Salam    |
| Thaïlande                   | Maria Poonlertlarp Ehren | 25 ans | 1,84 m | Bangkok         |
| Trinité-et-Tobago           | Yvonne Clarke            | 27 ans | 1,73 m | Port-d'Espagne  |
| Turquie                     | Pınar Tartan             | 20 ans | 1,83 m | Izmir           |
| Ukraine                     | Yana Krasnikova          | 19 ans | 1,66 m | Kiev            |
| Uruguay                     | Marisol Acosta           | 20 ans | 1,80 m | Progreso        |
| Venezuela                   | Keysi Sayago             | 24 ans | 1,78 m | Carrizal        |
| Viêt Nam                    | Nguyễn Thị Loan          | 26 ans | 1,75 m | Hô Chin Minh    |
| Zambie                      | Isabel Chikoti           | 26 ans | 1,65 m | Chingola        |

## Jury

### Élection
- Ross Mathews - personnalité de la télévision américaine.
- Jay Manuel - maquilleur et photographe de mode.
- Lele Pons - star des réseaux sociaux. (YouTube)
- Pia Wurtzbach, - Miss Univers 2015.
- Megan Olivi - présentatrice sur Fox Sports 1.
- Wendy Fitzwilliam - Miss Univers 1998[90].

## Observations